# Lijst van voetbalinterlands Sovjet-Unie - Wales
Deze lijst van voetbalinterlands is een overzicht van alle officiële voetbalwedstrijden tussen de nationale teams van Sovjet-Unie en Wales. De landen speelden vijf keer tegen elkaar. De eerste ontmoeting, een kwalificatiewedstrijd voor het Wereldkampioenschap voetbal 1966, werd gespeeld in Moskou op 30 mei 1965. Het laatste duel, een vriendschappelijke wedstrijd, vond plaats op 18 februari 1987 in Swansea.

## Wedstrijden
| № | Plaats  | Datum            | Competitie           | Wedstrijd           | Uitslag |
| - | ------- | ---------------- | -------------------- | ------------------- | ------- |
| 1 | Moskou  | 30 mei 1965      | WK 1966 kwalificatie | Sovjet-Unie – Wales | 2 – 1   |
| 2 | Cardiff | 27 oktober 1965  | WK 1966 kwalificatie | Wales – Sovjet-Unie | 2 – 1   |
| 3 | Wrexham | 30 mei 1981      | WK 1982 kwalificatie | Wales – Sovjet-Unie | 0 – 0   |
| 4 | Tbilisi | 18 november 1981 | WK 1982 kwalificatie | Sovjet-Unie – Wales | 3 – 0   |
| 5 | Swansea | 18 februari 1987 | Vriendschappelijk    | Wales – Sovjet-Unie | 0 – 0   |

## Samenvatting
| Competitie        | Totaal gespeeld | Winst Sovjet-Unie | Gelijk | Winst Wales | Doelsaldo Sovjet-Unie – Wales |
| ----------------- | --------------- | ----------------- | ------ | ----------- | ----------------------------- |
| WK-kwalificatie   | 4               | 2                 | 1      | 1           | 6 − 3                         |
| Vriendschappelijk | 1               | 0                 | 1      | 0           | 0 − 0                         |
| Totaal            | 5               | 2                 | 2      | 1           | 6 − 3                         |